# Maurice Blanchot
Maurice Blanchot (Quain, prop de Devrouze, 22 de setembre de 1907 - Le Mesnil-Saint-Denis, 20 de febrer de 2003) va ser un escriptor, crític literari i intel·lectual francès. Va ser amic d'Emmanuel Lévinas, Georges Bataille, i més tard de Jacques Derrida (que li va dedicar un dels seus últims llibres, Parages). Han escrit sobre Blanchot Jean-Paul Sartre i Roland Barthes, a més d'haver inspirat algunes idees en Gilles Deleuze i Michel Foucault.

## Biografia
Va estudiar filosofia a la Universitat d'Estrasburg i va fer amistat amb Emmanuel Lévinas. Blanchot escrigué: «Lévinas, l'únic amic, ah, amic distant, amb qui estic familiaritzat i que em coneix; això va succeir, no perquè érem joves, sinó per una decisió deliberada, un pacte que espero no perdré mai». El 1928, va completar la lectura d'Ésser i temps de Martin Heidegger: «Lévinas, sense qui, des de 1927 o 1928, no podria haver començat a entendre Sein und Zeit, és una veritable sotragada intel·lectual el que aquest llibre ha provocat en mi. Acabava d'ocórrer un esdeveniment de primera magnitud: impossible de mitigar fins i tot avui, fins i tot en la meva memòria».
Havent participat en la seva joventut en diversos diaris i revistes d'extrema dreta, com Journal des Débats i Aux écoutes, dels quals va ser-ne redactor en cap, així com L'Insurgé i Combat, a partir de 1940 començà a allunyar-se progressivament dels cercles d'Action Française.
El novembre de 1940, Blanchot salva Paul Lévy de ser deportat, després protegí l'esposa i la filla de Lévinas, i participà en una xarxa de suport per a immigrants il·legals a la seva regió natal. A la fi de 1940, va conèixer Georges Bataille i la seva companya Denise Rollin. Bataille li llegí a Blanchot L'Expérience intérieure, fet que es veu reflectit en Thomas l'Obscur, publicat el 1941.
Continuà publicant en diferents revistes articles de crítica literària i refusà una oferta de Jean Paulhan per a dirigir la Nouvelle Revue française, en mans dels alemanys des de juny de 1940. Les seves aparicions públiques començaren a reduir-se, consagrant cada vegada més temps a la literatura i al silenci que, com pot llegir-se a la primera pàgina de tots els seus llibres, des de llavors li va ser propi.
El 1942 apareix la seva segona novel·la, Amminadab. Va conèixer Dionys Mascolo el 1943, quan va publicar la seva primera col·lecció de textos crítics, Faux Pas, que recull un terç de les ressenyes literàries que va escriure fins al 1944. El 1944, Blanchot va romandre a Quain, on va veure un dels esdeveniments més dramàtics de la seva vida, relatat cinquanta anys després en L'instant de la meva mort: va ser a punt de ser disparat per soldats nazis. Des d'aquest dia, la mort, com una cosa ja passada i de la que s'ha de tornar, mai no el va abandonar. Després de la guerra, Blanchot es va convertir en un membre eminent de les lletres franceses. Va ser membre del jurat del Premi de la Crítica el 1945, després va col·laborar el 1946 en diverses revistes importants: L'Arche, els primers números de Les Temps modernes, i a Critique on va conèixer a Jean-Baptiste Piel. A la fi de 1946, va decidir abandonar París i es va traslladar a Esa, a la Provença.
Després de la Segona Guerra Mundial, portà a terme un treball cada vegada més exigent del qual extirpà qualsevol dada biogràfica. Va publicar la seva última novel·la, Le Très-Haut a 1948 i, des de 1947 amb Le Dernier Mot fins al final de la seva vida, escriu només relats. Els seus relats literaris són molt més abstractes i evasius: Thomas l'Obscur (1941), L'Arrêt de mort (1948) i Amminadab, (1942), en algun dels quals es percep la influència de Franz Kafka. El 1981, reuní tots els escrits dispersos sobre l'escriptor txec: De Kafka à Kafka.
Els llibres de Blanchot es divideixen en tres gèneres: obra crítica, obra de ficció i escriptura fragmentària. Aquesta última està formada per dues obres: Le pas au-delà (1973, i L'écriture du desastre, (1980).
Blanchot, acompanyat de Jacques Derrida i dos o tres amistats properes, va morir el 2003, a l'edat de 95 anys. Està enterrat al cementiri de Le Mesnil-Sant-Denis, en la mateixa tomba que el seu germà, l'arquitecte Rene Blanchot.

## Narrativa
- 1941: Thomas l'Obscur (Gallimard)[4]
- 1942: Aminadab (Gallimard, Coll. L'imaginaire) ISBN 2-07-077029-X
- 1948: Le Très-Haut (Gallimard, Coll. L'Imaginaire) ISBN 2-07-071447-0
- 1948: L'Arrêt de mort, réédition (légèrement modifiée) 1971 (Gallimard, Coll. L'Imaginaire) ISBN 2-07-029699-7
- 1950: Thomas l'Obscur, Nouvelle version (Gallimard, Coll. L'Imaginaire) ISBN 2-07-072548-0
- 1951: Au moment voulu (Gallimard, Coll. Blanche) ISBN 2-07-020735-8
- 1951: Le Ressassement éternel (Éditions de Minuit)
- 1953: Celui qui ne m'accompagnait pas (Gallimard, Coll. L'Imaginaire) ISBN 2-07-073438-2
- 1957: Le Dernier Homme (Gallimard, Coll. Blanche) ISBN 2-07-020738-2
- 1962: L'Attente l'oubli (Gallimard, Coll. L'Imaginaire) ISBN 2-07-075838-9
- 1973: La Folie du jour (Fata Morgana)
- 1980: L'Écriture du désastre (Gallimard)
- 1981: De Kafka à Kafka (Gallimard) ISBN 2-07-032843-0
- 1983: Après Coup, précédé par Le Ressassement éternel (Éditions de Minuit)
- 1994: L'Instant de ma mort (Fata Morgana)
- 2005: Thomas l'obscur, première version (Gallimard)

## Assaig
- 1942: Comment la littérature est-elle possible ? (Corti)
- 1943: Faux pas (Gallimard) ISBN 2-07-020731-5
- 1948: "Lautréamont ou l'espérance d'une tête", Cahiers d'art, 1948, p. 69-71
- 1949: La Part du feu (Gallimard)
- 1949: Lautréamont et Sade (Éditions de Minuit)
- 1955: L'Espace littéraire (Gallimard) ISBN 2-07-032475-3
- 1955: Le Secret du Golem, in. Nouvelle Revue Française, 3e année, n°29, 1er mai 1955.
- 1958: La Bête de Lascaux (GLM, repris dans Une voix venue d'ailleurs, 2002)
- 1959: Le Livre à venir (Gallimard) ISBN 2-07-032397-8
- 1969: L'Entretien infini (Gallimard) ISBN 2-07-026826-8
- 1971: L'Amitié (Gallimard) ISBN 2-07-028044-6
- 1973: Le Pas au-delà (Gallimard) ISBN 2-07-028786-6
- 1983: La Communauté inavouable (Éditions de Minuit)
- 1984: Le Dernier à parler (Fata Morgana, repris dans Une voix venue d'ailleurs, 2002))
- 1986: Michel Foucault tel que je l'imagine (Fata Morgana, repris dans Une voix venue d'ailleurs)
- 1986: Sade et Restif de la Bretonne (Bruxelles, Complexe)
- 1987: Joë Bousquet (Fata Morgana)
- 1992: Une voix venue d'ailleurs - Sur les poèmes de LR des Forêts (Ulysse Fin de Siècle, Éditions Virgile, repris dans Une voix venue d'ailleurs 2002)
- 1996: Pour l'amitié (Fourbis, republié chez Farrago en 2000)
- 1996: Les Intellectuels en question: ébauche d'une réflexion (Fourbis ; republié chez Farrago en 2000 - reprise de l'article publié dans Le Débat, n° 29, mars 1984)
- 1999: Henri Michaux ou le refus de l'enfermement (farrago)
- 2002: Une voix venue d’ailleurs (Gallimard)